# Elecciones federales de México de 2018 en Durango
En el marco del  Proceso Electoral Federal 2017-2018  se renovaron los cargos de:
- Presidente de la República: Jefe de Estado y de gobierno de los Estados Unidos Mexicanos, electo para un periodo de cinco años y diez meses sin posibilidad de reelección, que comenzará su gobierno el 1 de diciembre de 2018 y finalizará el 30 de septiembre de 2024.[4] El presidente electo es Andrés Manuel López Obrador.
- 3 Senadores por Durango: Miembros de la cámara alta del Congreso de la Unión, (dos correspondientes a la mayoría relativa y uno otorgado a la primera minoría), electos de manera directa, por un periodo de seis años con posibilidad de reelección para el periodo inmediato, que comenzará el 1 de septiembre de 2018.[4]
- 4 diputados federales por Durango: Miembros de la cámara baja del Congreso de la Unión que formarán parte, a partir del 1 de septiembre del 2018,[4] de la LXIV Legislatura del Congreso de la Unión de México.

## Presidente
| Titular            | Partido | Electo                      | Partido |
| ------------------ | ------- | --------------------------- | ------- |
| Enrique Peña Nieto |         | Andrés Manuel López Obrador |         |

### Resultados
|  | 25.61 % |

|  | 19.25 % |

|  | 46.45 % |

|  | 06.27 % |

|  | 00.08 % |

|  | 00.02 % |

|  | 02.28 % |

|  | 100.00 % |

## Senadores
| Titular                                                                                                   | Partido                              | Fórmula         | Electo                          | Partido |
| --- | ------------------------------------ | --------------- | ------------------------------- | ------- |
| Ismael Hernández Deras                                                                                    | Partido Revolucionario Institucional | Primera Fórmula | Alejandro González Yáñez        |         |
| Yolanda de la Torre Valdez Suple a Leticia Herrera Ale por su candidatura a la alcaldía de Gómez Palacio. |                                      | Segunda Fórmula | Lilia Margarita Valdez Martínez |         |
| Yolanda de la Torre Valdez Suple a Leticia Herrera Ale por su candidatura a la gubernatura de Durango.    |                                      | Primera Minoría | José Ramón Enríquez Herrera     |         |

### Resultados
|  | 21.45 % |

|  | 03.63 % |

|  | 01.99 % |

|  | 30.49 % |

|  | 38.87 % |

|  | 00.03 % |

|  | 03.51 % |

|  | 100.00 % |

## Diputados
| Titular                                       | Partido | Distrito | Electo                      | Partido |
| --------------------------------------------- | ------- | -------- | --------------------------- | ------- |
| Vacante Por licencia de Otniel García Navarro |         | I        | Martha Olivia García Vidaña |         |
| María del Rocío Rebollo Mendoza               |         | II       | Marina Vitela Rodríguez     |         |
| Óscar García Barrón                           |         | III      | Maribel Aguilera Cháirez    |         |
| Alicia Guadalupe Gamboa Martínez              |         | IV       | Jorge Salum del Palacio     |         |

### Distrito I
|  | 25.70 % |

|  | 05.59 % |

|  | 02.33 % |

|  | 28.67 % |

|  | 33.66 % |

|  | 00.05 % |

|  | 03.97 % |

|  | 100.00 % |

### Distrito II
|  | 19.58 % |

|  | 02.41 % |

|  | 01.88 % |

|  | 27.96 % |

|  | 45.13 % |

|  | 00.03 % |

|  | 02.99 % |

|  | 100.00 % |

### Distrito III
|  | 22.65 % |

|  | 05.09 % |

|  | 01.75 % |

|  | 27.43 % |

|  | 39.16 % |

|  | 00.02 % |

|  | 03.86 % |

|  | 100.00 % |

### Distrito IV
|  | 21.15 % |

|  | 04.48 % |

|  | 03.82 % |

|  | 33.82 % |

|  | 33.70 % |

|  | 00.05 % |

|  | 02.94 % |

|  | 100.00 % |